# Čermná nad Orlicí
Čermná nad Orlicí település Csehországban, Rychnov nad Kněžnou-i járásban. Čermná nad Orlicí Borohrádek, Zdelov, Horní Jelení, Choceň, Újezd u Chocně, Plchovice, Kostelecké Horky és Kostelec nad Orlicí településekkel határos. Lakosainak száma 1085 fő (2024. január 1.).

## Népesség
A település lakosságának változását az alábbi diagram mutatja:
| Lakosok száma | 1253 | 1301 | 1279 | 1100 | 1025 | 996  | 1002 | 1016 | 1054 | 1085 |
|               | 1869 | 1890 | 1921 | 1950 | 1980 | 2001 | 2017 | 2019 | 2022 | 2024 |